# Kalibuntu (Pabedilan)
Kalibuntu is een bestuurslaag in het regentschap Cirebon van de provincie West-Java, Indonesië. Kalibuntu telt 3728 inwoners (volkstelling 2010).